# Сымеру (волость)
Сымеру (эст. Sõmeru ) — бывшая волость в Эстонии в составе уезда Ляэне-Вирумаа.

## Положение
Площадь волости — 168,29 км², численность населения на  1 января 2006 года составляла 3885 человек.
Административный центр волости — посёлок Сымеру. Помимо этого, на территории волости находятся ещё 2 посёлка — Няпи и Ухтна, а также 28 деревень.